# Dáda Libánská
Dáda Libánská je česká disidentka a signatářka Charty 77.
Dáda Libánská vyrůstala na Kampě na Malé Straně. Její otec byl přesvědčený komunista. Útočištěm se jí stal byt Dany a Jiřího Němcových v Ječné ulici v Praze. Byt Němcových byl otevřené „centrum undergroundu“ a „domov“ zde našlo spoustu příchozích. Patřila mezi ně i budoucí galeristka Dáda Libánská.  V její rodině probíhaly generační konflikty, tak byla častým návštěvníkem v Ječné 7. Jako dospívající poslouchala přednášky Jiřího Němce, potkala se zde s básníkem I. M. Jirousem, hudebníkem M. Hlavsou a dalšími. Dáda se provdala za fotografa Jaroslava Libánského, který je znám jako Abbé Libansky.
Libánská byla aktivní v protikomunistickém odboji. Opisovala samizdatové texty, mimo jiné román Invalidní sourozenci od Egona Bondyho. S manželem bydlela v domě v Letkách, kde pořádala nelegální koncerty, promítání filmů a výstavy. Po podpisu Charty 77 byla šikanována a v roce 1982 spolu s manželem emigrovala. Vrátila se v roce 2003, opět na Malou Stranu. Poté pracovala jako galeristka v malostranské galerii.